# 秋山英夫
秋山 英夫（あきやま ひでお、1911年8月7日 - 1991年4月6日）は、日本のドイツ文学者。学習院大学名誉教授。
石川県生まれ。本名は朝日英夫。東京帝国大学独文科卒業。金沢大学教授。1967年、「ゲーテの光に照らしてみたニーチェ像」で、東京大学より文学博士の学位を取得。学習院大学教授を1982年まで務め、ニーチェを主として研究するほか、多くのドイツ文学・哲学の翻訳をおこなった。

## 著書
- ディオニュソスと超人 ニイチエ研究序説 （理想社 1948年）
- ゲーテとニーチェ （大東出版社 1948年）
- ニヒルと神 キェルケゴールとニーチェ （社会思想研究会出版部 1951年）
  - キルケゴールとニーチェ（理想社 1966年）
- 人間ニーチエ （社会思想研究会出版部 現代教養文庫 1953年）
- トーマス・マンとニーチェ （大日本雄弁会講談社 1955年）
- 0の文学 新リルケ論 （大日本雄弁会講談社ミリオン・ブックス 1956年）
- 文学の深淵 （理想社 1967年）
- 文学的ニーチェ像 ニーチェと詩人たち （勁草書房 1969年）
- ニーチェ 神の殺害者 （朝日出版社 1972年）
- 思想するニーチェ （人文書院 1975年）
- 魔性の文学 ニーチェ （新潮選書 1975年）
- 今はなめらかに凪いで あるニーチェ頌 （朝日出版社 1982年4月）
- 回顧の季節 （朝日出版社 1989年12月）

### 翻訳
- ジョゼフ・フーシエ 変貌の政治家（ステファン・ツワイク、高橋禎二共訳 河出書房 1939年）
  - 新版副題「ある政治的人間の肖像」、岩波新書 1951年／岩波文庫[注釈 1]、1979年、改版2011年
- マリー・アントアネット （ツワイク、高橋禎二共訳 青磁社 1948年／岩波文庫 1952-53年 全3巻、改版・全2巻 1980年）
- 反時代的考察 （ニーチエ、角川文庫 全2巻 1950年）、復刊1990年
- この人を見よ・アンチクリスト （ニーチェ、角川文庫 1951年）
- 偶像の薄明 （ニーチェ、角川文庫 1951年）、復刊1989年
- 車輪の下（ヘルマン・ヘッセ、三笠書房 1954年、講談社文庫 1971年、偕成社文庫 1980年）
- 幸福論 （カール・ヒルティ、角川文庫、1954年）、新編・角川ソフィア文庫 2017年
- 人生論 （ヒルティ、角川文庫 1956年）
- 魔神との戦い ニーチェ （ツヴァイク、角川文庫 1958年）
- 愛と希望 ヒルティ著作集 第6巻（白水社 1959年、新版1979年）
- 愛と悩み ニーチェの言葉 （訳編 社会思想研究会出版部 現代教養文庫 1960年）、新版・社会思想社 1983年
- 若きウエルテルの悩み （ゲーテ、社会思想研究会出版部 現代教養文庫 1960年）
- 世界文学三十六講 （クラブント 世界教養全集 第13 平凡社 1961年）
- こうツアラツストラは語った （ニーチェ、高橋健二共訳 世界大思想全集 河出書房新社 1961年）
- 希望と幸福 ヒルテイの言葉 （訳編 社会思想研究会出版部 現代教養文庫 1961年）、社会思想社 1984年
- 独り思う 青春への贈り物 （シュライエルマッハー、角川文庫 1962年）
- 美しき人生のために リルケの言葉 （訳編 現代教養文庫 1964年）、社会思想社 1984年
- シュリーマン伝 トロイア発掘者の生涯 （エミール・ルートヴィヒ、白水社 1965年）、新版1979年、1995年、2022年
- みずうみ・三色すみれ シュトルム傑作集 （現代教養文庫 1965年）
- 悲劇の誕生 （ニーチェ、岩波文庫 1966年）、改版2010年
- ゲーテとの対話 名言珠玉集 （エッカーマン、訳編 現代教養文庫 1966年）
- デーミアン・童話 （ヘッセ、世界文学全集 講談社 1967年）、のち新編版
- エミールと軽わざ師 （ケストナー、偕成社 1968年）
- ツァラトゥストラ 若い人への古典案内 （ニーチェ、訳編 現代教養文庫 1968年）
- ニーチェ全詩集 （富岡近雄共訳 人文書院 1968年）、新装版2011年
- 読書と演説 （ヒルティ、角川文庫 1970年）
- ハウプトマン 沈んだ鐘・ソアーナの異端者 ノーベル賞文学全集（主婦の友社 1972年）
- ショーペンハウアー全集 13・14 哲学小品集 4・5 （白水社、1973年）、新装版1996年
  - 随感録 （ショーペンハウアー、白水社、1978年10月）、新装版1998年、2023年。再編
- 青春は美わし（ヘッセ、世界文学全集 講談社、1974年）
- シッダールタ（ヘッセ、世界文学全集 講談社、1975年）
- 恐れとおののき （キルケゴール、キリスト教文学の世界 主婦の友社、1977年）
- ニーチェ・矛盾の哲学 （W.ミュラー・ラウター、木戸三良共訳 以文社、1983年2月）
- 道徳の系譜 （ニーチェ全集 第3巻 白水社、1983年）